# پارک ملی الونگداو کاتاپا
پارک ملی الونگداو کاتاپا (به لاتین: Alaungdaw Kathapa National Park) یک پارک ملی در میانمار است که در Kani Township واقع شده‌است.